# Liste d'élections en 1862
Chronologie des élections
- 1858
- 1859
- 1860
- 1861
- 1862
- 1863
- 1864
- 1865
- 1866

Cet article recense les élections organisées durant l'année 1862.

## Événements géopolitiques particuliers
- 30 septembre : discours du fer et du sang, prononcé par Bismarck devant le Landtag pour désamorcer le conflit constitutionnel en Prusse[1]. Guillaume Ier veut augmenter les effectifs de l’armée et doit obtenir du Landtag la levée des sommes nécessaires. Le Landtag refuse. Il est dissout par Guillaume Ier le 11 mars, mais les progressistes triomphent aux élections du 6 mai, et la nouvelle chambre repousse à nouveau le budget. La majorité de la Diète espère ainsi obtenir des réformes démocratiques et une politique unitaire active. Guillaume, qui hésite entre l’abdication et le coup d’État, finit par appeler Bismarck au pouvoir, que son ministre von Roon lui présente comme seul capable de faire face à la crise. Bismarck utilise la théorie de la lacune constitutionnelle (aucun texte n’oblige le roi à céder devant les députés) pour faire voter de 1862 à 1865 un budget uniquement approuvé par la chambre des seigneurs, sans provoquer aucune agitation[2].
- 22 octobre : début d’une révolution en Grèce. Un gouvernement provisoire dépose Othon Ier de Grèce[3]. Profitant d’une visite du roi en province, des garnisons se soulèvent à Vonitza et le contraignent à la fuite (24 octobre). Depuis l’instauration du gouvernement minoritaire de Miaoulis en 1860, divers faits témoignant d’une hostilité croissante à la famille royale se sont succédé : insurrection de Nauplie en février et multiplication des complots, dont le dernier a été soutenu par Londres (voir élection au trône de Grèce (1862-1863)).

## Élections nationales en 1862
Cette section concerne les élections législatives et présidentielles dans un état souverain, éventuellement fédéral, ainsi que leurs principaux référendums.
| Date                          | État          | Élection ou référendum                    | Contexte                                          | Résultat |
| ----------------------------- | ------------- | ----------------------------------------- | ------------------------------------------------- | --- |
| 1862                          | Pérou         | Présidentielle (es)                       |                                                   | Cette section est vide, insuffisamment détaillée ou incomplète. Votre aide est la bienvenue ! Comment faire ? |
| 10 juin                       | Pays-Bas      | 2de Chambre (nl)                          |                                                   | Cette section est vide, insuffisamment détaillée ou incomplète. Votre aide est la bienvenue ! Comment faire ? |
| 8 juillet                     | Pays-Bas      | 1re Chambre (nl)                          |                                                   | Cette section est vide, insuffisamment détaillée ou incomplète. Votre aide est la bienvenue ! Comment faire ? |
| Août                          | Bolivie       | Présidentielle (es)                       |                                                   | Cette section est vide, insuffisamment détaillée ou incomplète. Votre aide est la bienvenue ! Comment faire ? |
| 4 septembre                   | Argentine     | Présidentielle (en)                       |                                                   | Cette section est vide, insuffisamment détaillée ou incomplète. Votre aide est la bienvenue ! Comment faire ? |
| 24 novembre                   | Liechtenstein | Législatives (en)                         |                                                   | Cette section est vide, insuffisamment détaillée ou incomplète. Votre aide est la bienvenue ! Comment faire ? |
| Novembre                      | Grèce         | Législatives                              |                                                   | Cette section est vide, insuffisamment détaillée ou incomplète. Votre aide est la bienvenue ! Comment faire ? |
| Décembre 1862 - 30 mars 1863  | Grèce         | Trône de Grèce                            | Le roi Othon Ier a été déposé le 23 octobre 1862. | Voir l'article Liste d'élections en 1863.                                                                     |
| 2 juin 1862 - 3 novembre 1863 | États-Unis    | Législatives (chambre (en) et sénat (en)) |                                                   | Voir l'article Liste d'élections en 1863.                                                                     |

## Élections en subdivisions nationales en 1862
Cette section concerne les élections législatives dans un État fédéré, une subdivision territoriale ou une colonie d'un État souverain, ainsi que leurs principaux référendums.
| Date                | Subdivision           | État               | Élection ou référendum | Contexte | Résultat |
| ------------------- | --------------------- | ------------------ | ---------------------- | -------- | --- |
| Janvier - 4 juillet | Norvège               | Suède-Norvège      | Législatives (en)      |          | Cette section est vide, insuffisamment détaillée ou incomplète. Votre aide est la bienvenue ! Comment faire ? |
| 10 - 28 novembre    | Australie-Méridionale | Empire britannique | Coloniales (en)        |          | Cette section est vide, insuffisamment détaillée ou incomplète. Votre aide est la bienvenue ! Comment faire ? |